# Glen Moss
Glen Moss (ur. 19 stycznia 1983 w Hastings w Nowej Zelandii) – nowozelandzki piłkarz, reprezentant kraju grający na pozycji bramkarza.

## Kariera piłkarska
Moss karierę rozpoczął w 2001 w klubie Gold Coast United. W trakcie sezonu 2001/02 przeszedł do klubu Sydney Olympic. Następnie zanotował krótkie epizody w zespołach Stanmore Hawks i Bonnyrigg White Eagles. W 2005 został piłkarzem New Zealand Knights. W zespole z Auckland 9 razy pojawił się na boisku, czym wzbudził zainteresowanie Dinama Bukareszt, do którego dołączył w 2006.
Jako piłkarz Dinama tylko raz zagrał na boiskach rumuńskiej Liga I, a klub zakończył sezon 2006/07 z mistrzowskim tytułem. W 2007 podpisał dwuletni kontrakt z Wellington Phoenix. W zespole z Wellington otrzymał prawdziwą szansę na pokazanie swoich umiejętności. Przez dwa sezony 33 razy strzegł bramki Phoenix. Sezon 2009/10 spędził w Melbourne Victory, by powrócić do Gold Coast United. W Gold Coast spędził kolejne dwa sezony, w których 41 razy zagrał w pierwszym składzie zespołu.
Od 2012 ponownie występował w Wellington Phoenix. W Phoenix spędził kolejne 5 lat, w których 107 razy zagrał w meczach w ramach A-League. W latach 2017–2020 występował w Newcastle Jets. W 2020 zakończył karierę piłkarską.
| Sezon   | Klub                   | Kraj          | Rozgrywki                      | Mecze | Bramki |
| ------- | ---------------------- | ------------- | ------------------------------ | ----- | ------ |
| 2000    | Gold Coast United      | Australia     | Brisbane Premier League        |       |        |
| 2001    | Gold Coast United      | Australia     | Brisbane Premier League        |       |        |
| 2001/02 | Sydney Olympic         | Australia     | National Soccer League         |       |        |
| 2002/03 | Sydney Olympic         | Australia     | National Soccer League         |       |        |
| 2004    | Stanmore Hawks         | Australia     | New South Wales Premier League |       |        |
| 2004    | Bonnyrigg White Eagles | Australia     | New South Wales Super League   |       |        |
| 2005/06 | New Zealand Knights    | Nowa Zelandia | A-League                       | 9     | 0      |
| 2006/07 | Dinamo Bukareszt       | Rumunia       | Liga I                         | 1     | 0      |
| 2007/08 | Wellington Phoenix     | Nowa Zelandia | A-League                       | 20    | 0      |
| 2008/09 | Wellington Phoenix     | Nowa Zelandia | A-League                       | 13    | 0      |
| 2009/10 | Melbourne Victory      | Australia     | A-League                       | 14    | 0      |
| 2010/11 | Gold Coast United      | Australia     | A-League                       | 27    | 0      |
| 2011/12 | Gold Coast United      | Australia     | A-League                       | 11    | 0      |
| 2012/13 | Wellington Phoenix     | Nowa Zelandia | A-League                       | 6     | 0      |
| 2013/14 | Wellington Phoenix     | Nowa Zelandia | A-League                       | 25    | 0      |
| 2014/15 | Wellington Phoenix     | Nowa Zelandia | A-League                       | 27    | 0      |
| 2015/16 | Wellington Phoenix     | Nowa Zelandia | A-League                       | 27    | 0      |
| 2016/17 | Wellington Phoenix     | Nowa Zelandia | A-League                       | 22    | 0      |
| 2017/18 | Newcastle Jets         | Australia     | A-League                       | 9     | 0      |
| 2018/19 | Newcastle Jets         | Australia     | A-League                       | 22    | 0      |
| 2019/20 | Newcastle Jets         | Australia     | A-League                       | 13    | 0      |

## Kariera reprezentacyjna
Moss występował w młodzieżowych reprezentacjach Nowej Zelandii do lat 20 i 23.
Po raz pierwszy w kadrze All Whites zadebiutował 19 lutego 2006 w meczu przeciwko Malezji, wygranym 1:0. Zagrał w dwóch spotkaniach z Nową Kaledonią i Fidżi, przyczyniając się do zdobycia przez Nową Zelandię Pucharu Narodów Oceanii 2008.
W 2009 został powołany przez trenera Rickiego Herberta na Puchar Konfederacji 2009, gdzie reprezentacja Nowej Zelandii odpadła w fazie grupowej. Moss zagrał na turnieju w trzech spotkaniach z Południową Afryką, Hiszpanią i Irakiem.
10 maja 2010 został powołany przez trenera Rickiego Herberta na Mistrzostwa Świata. Podczas Mundialu pełnił rolę bramkarza rezerwowego. Podobną rolę pełnił podczas Pucharu Narodów Oceanii 2012 i Pucharu Konfederacji 2017. Po raz ostatni w drużynie narodowej wystąpił 8 września 2014 w spotkaniu przeciwko reprezentacji Uzbekistanu, przegranym 1:3. Łącznie w latach 2006–2014 zagrał w reprezentacji w 29 spotkaniach.
| Mecze i gole w reprezentacji | Mecze i gole w reprezentacji | Mecze i gole w reprezentacji | Mecze i gole w reprezentacji | Mecze i gole w reprezentacji | Mecze i gole w reprezentacji | Mecze i gole w reprezentacji |
| #                            | Data                         | Miasto                       | Przeciwnik                   | Gol                          | Wynik                        | Rozgrywki                    |
| ---------------------------- | ---------------------------- | ---------------------------- | ---------------------------- | ---------------------------- | ---------------------------- | ---------------------------- |
| 1.                           | 19.02.2006                   | Christchurch                 | Malezja                      |                              | 1:0                          | towarzyski                   |
| 2.                           | 23.02.2006                   | Auckland                     | Malezja                      |                              | 2:1                          | towarzyski                   |
| 3.                           | 25.04.2006                   | Rancagua                     | Chile                        |                              | 1:4                          | towarzyski                   |
| 4.                           | 27.04.2006                   | Santiago                     | Chile                        |                              | 0:1                          | towarzyski                   |
| 5.                           | 24.05.2006                   | Budapeszt                    | Węgry                        |                              | 0:2                          | towarzyski                   |
| 6.                           | 27.05.2006                   | Altenkirchen                 | Gruzja                       |                              | 3:1                          | towarzyski                   |
| 7.                           | 04.06.2006                   | Genewa                       | Brazylia                     |                              | 0:4                          | towarzyski                   |
| 8.                           | 06.09.2008                   | Numea                        | Nowa Kaledonia               |                              | 3:1                          | Puchar Narodów Oceanii 2008  |
| 9.                           | 19.11.2008                   | Lautoka                      | Fidżi                        |                              | 0:2                          | Puchar Narodów Oceanii 2008  |
| 10.                          | 06.06.2009                   | Gaborone                     | Botswana                     |                              | 0:0                          | towarzyski                   |
| 11.                          | 10.06.2009                   | Pretoria                     | Włochy                       |                              | 3:4                          | towarzyski                   |
| 12.                          | 14.06.2009                   | Rustenburg                   | Hiszpania                    |                              | 0:5                          | PK 2009                      |
| 13.                          | 17.06.2009                   | Rustenburg                   | Południowa Afryka            |                              | 0:2                          | PK 2009                      |
| 14.                          | 20.06.2009                   | Johannesburg                 | Irak                         |                              | 0:0                          | PK 2009                      |
| 15.                          | 03.03.2010                   | Pasadena                     | Meksyk                       |                              | 0:2                          | towarzyski                   |
| 16.                          | 12.10.2010                   | Wellington                   | Paragwaj                     |                              | 0:2                          | towarzyski                   |
| 17.                          | 25.03.2011                   | Wuhan                        | Chiny                        |                              | 1:1                          | towarzyski                   |
| 18.                          | 01.06.2011                   | Denver                       | Meksyk                       |                              | 0:3                          | towarzyski                   |
| 19.                          | 05.06.2011                   | Adelajda                     | Australia                    |                              | 0:3                          | towarzyski                   |
| 20.                          | 12.10.2012                   | Pirae                        | Tahiti                       |                              | 2:0                          | El. MŚ 2014                  |
| 21.                          | 16.10.2012                   | Christchurch                 | Tahiti                       |                              | 3:0                          | El. MŚ 2014                  |
| 22.                          | 05.09.2013                   | Rijad                        | Arabia Saudyjska             |                              | 1:0                          | towarzyski                   |
| 23.                          | 09.09.2013                   | Rijad                        | Zjednoczone Emiraty Arabskie |                              | 0:2                          | towarzyski                   |
| 24.                          | 15.10.2013                   | Port-of-Spain                | Trynidad i Tobago            |                              | 0:0                          | towarzyski                   |
| 25.                          | 13.11.2013                   | Meksyk                       | Meksyk                       |                              | 1:5                          | El. MŚ 2014                  |
| 26.                          | 20.11.2013                   | Wellington                   | Meksyk                       |                              | 2:4                          | El. MŚ 2014                  |
| 27.                          | 05.03.2014                   | Tokio                        | Japonia                      |                              | 2:4                          | towarzyski                   |
| 28.                          | 30.05.2014                   | Auckland                     | Południowa Afryka            |                              | 0:0                          | towarzyski                   |
| 29.                          | 08.09.2014                   | Taszkent                     | Uzbekistan                   |                              | 1:3                          | towarzyski                   |

## Sukcesy
Nowa Zelandia
- Puchar Narodów Oceanii (1): 2008 (1. miejsce), 2012 (3. miejsce)

Dinamo Bukareszt
- Mistrzostwo Liga I (1): 2006/07